# Moeneeb Josephs
Moeneeb Josephs (Kaapstad, 19 mei 1980) is een Zuid-Afrikaans voormalig voetballer die speelde als doelman. Tussen 1997 en 2020 was hij actief voor Cape Town Spurs, Ajax Cape Town, Bidvest Wits, Orlando Pirates, opnieuw Bidvest Wits en AmaZulu. Josephs maakte in 2003 zijn debuut in het Zuid-Afrikaans voetbalelftal en kwam uiteindelijk tot tweeëntwintig interlandoptredens.

## Clubcarrière
Josephs begon zijn carrière bij Cape Town Spurs op zeventienjarige leeftijd in 1997 en hij speelde zeven jaar voor de club waarin de Spurs fuseerden, Ajax Cape Town. In 2004 was de Zuid-Afrikaan op stage bij moederclub Ajax. Hij wist geen contract af te dwingen. In 2006 verhuisde hij naar Gauteng, waar hij twee jaar ging spelen voor Bidvest Wits, voordat hij naar Orlando Pirates vertrok. In de zomer van 2013 keerde Josephs terug bij Bidvest Wits, waar hij voor drie jaar tekende. Dit contract werd in 2016 verlengd tot de zomer van 2018. Nadat deze verbintenis afliep, verkaste Josephs naar AmaZulu. Hier speelde hij twee jaar, waarna hij vertrok en op veertigjarige leeftijd een punt zette achter zijn actieve loopbaan.

## Interlandcarrière
Josephs speelde ook op internationaal niveau voor het Zuid-Afrikaanse nationale elftal. Hij was de eerste doelman op het Afrikaans kampioenschap voetbal 2008 als vervanger van de geblesseerde Rowen Fernandez. Josephs redde de uiteindelijke selectie voor de FIFA Confederations Cup 2009 niet, maar hij mocht wel mee naar het WK 2010 in eigen land als reserve achter Itumeleng Khune bij opnieuw afwezigheid van Fernandez. Hij zou niet veel aan spelen toekomen, maar op 16 juni 2010 verving hij in de negenenzeventigste minuut van de wedstrijd tegen Uruguay Steven Pienaar na een rode kaart van Khune. Josephs kon de penalty van Diego Forlán niet stoppen en Bafana Bafana verloor de wedstrijd met 3–0 (tweemaal Forlan en één goal van Álvaro Pereira). Josephs speelde ook mee in de laatste wedstrijd tegen Frankrijk door de schorsing van Khune. Deze wedstrijd werd met 2–1 gewonnen, maar toch moest het gastland het toernooi al in de groepsfase verlaten.